# ワルシャワ・シルドミエシチェ駅

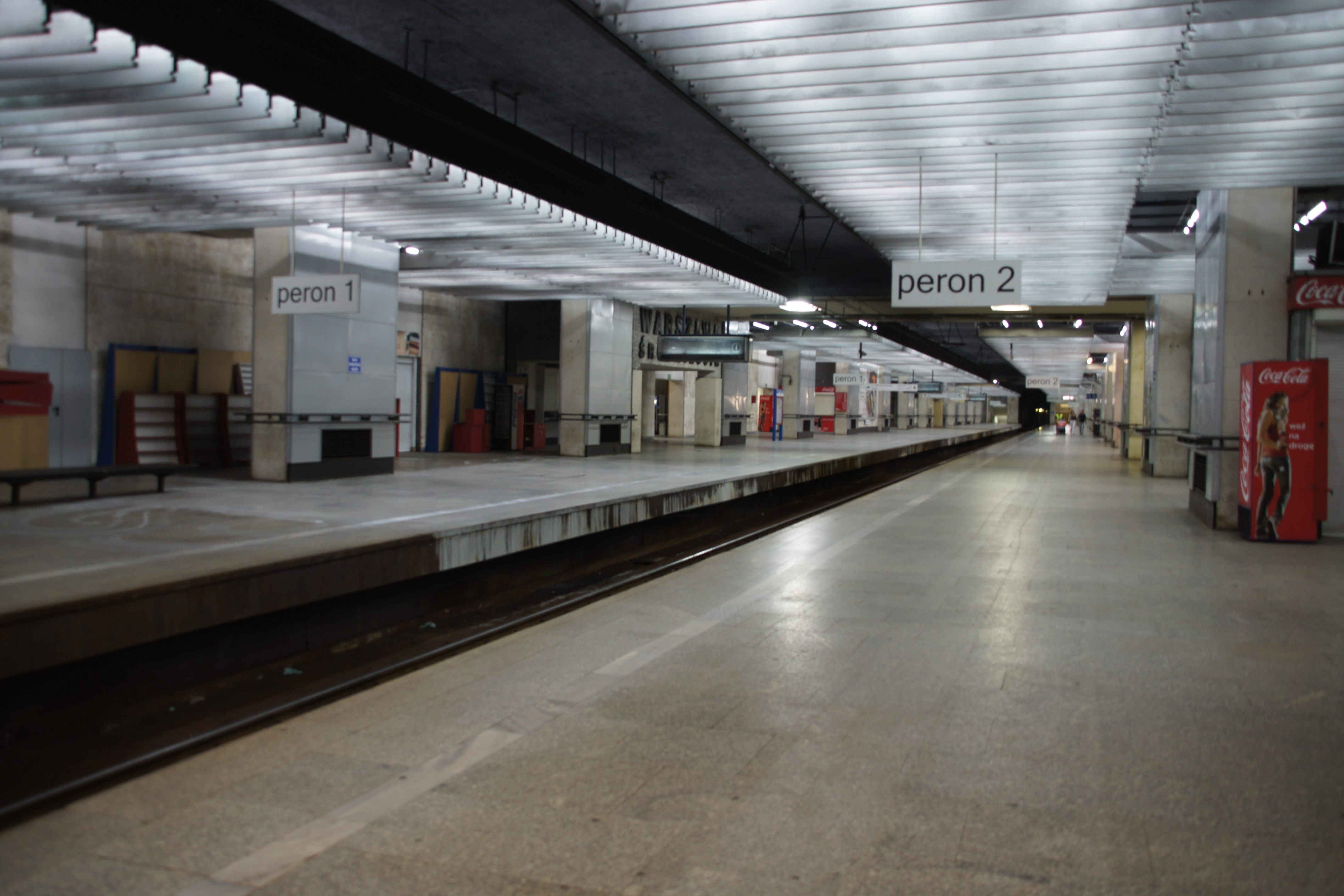
プラットホーム

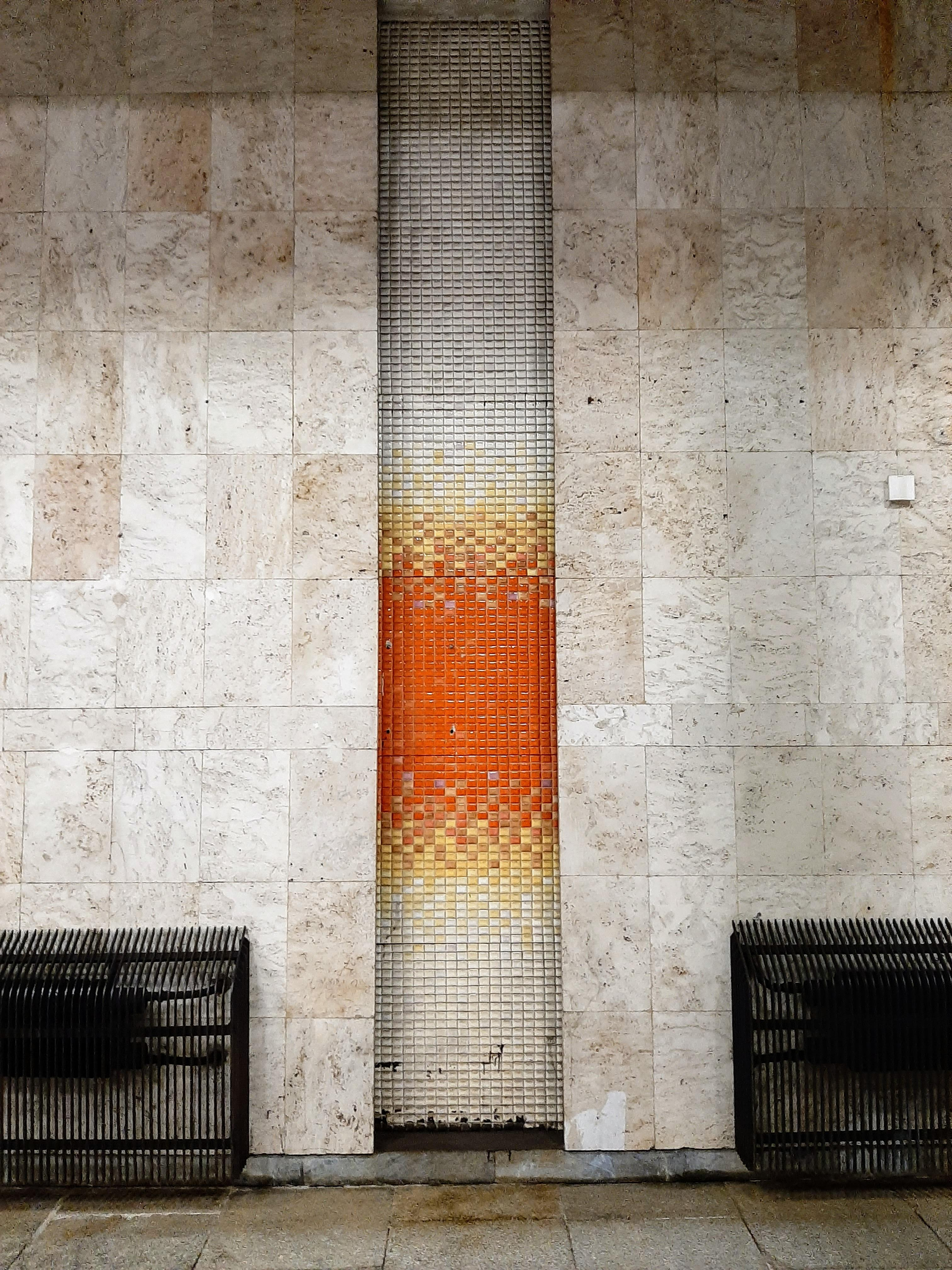
プラットホーム

ワルシャワ・シルドミエシチェ駅（ワルシャワ・シルドミエシチェえき、ポーランド語：Warszawa Śródmieście）は、ポーランド・ワルシャワ市シルドミエシチェ区にあるポーランド国鉄（PKP）の鉄道駅。駅名のシルドミエシチェは都心または中心街の意。
ワルシャワの都市圏近郊列車のみが発着する。
ワルシャワ通勤鉄道（WKD）にも同名の駅があるが若干離れた場所にある。

## 運行系統
SKM
- SKM S1線（オトフォツク – ワルシャワ・シルドミエシチェ – プルシュクフ）
- SKM S2線（ユレスベク・ミウォスナ – ワルシャワ・シルドミエシチェ – ワルシャワ・ショパン空港）
- SKM S3S線（レギオノボ・ピアスキ – ワルシャワ・シルドミエシチェ – ワルシャワ・ショパン空港）

KM
- KM1線（ワルシャワ東 – ワルシャワ・シルドミエシチェ – スキェルニェヴィツェ）
- KM2線（ワルシャワ西 – ワルシャワ・シルドミエシチェ – ウクフ）
- KM3線（ワルシャワ東 – ワルシャワ・シルドミエシチェ – クトノ）
- KM7線（ワルシャワ西 – ワルシャワ・シルドミエシチェ – デンブリン）
- KM8線（ワルシャワ東 – ワルシャワ・シルドミエシチェ – スカルジスコ＝カミエンナ/ピラバ）

## 駅構造
3面2線の地下駅である。
駅の出入り口はデフィラト広場の南端にある。

## 駅周辺
- 文化科学宮殿
- デフィラト広場
- ワルシャワ中央駅 西方向におよそ300m程度
- ワルシャワ地下鉄1号線・ツェントルム駅 東方向におよそ300m程度

## 隣接する公共交通
- ワルシャワ市電 Centrum（ツェントルム）停留所 （東西方向に走る7、8、9、22、24、25番系統）（南北方向に走る4、15、18、35番系統）[1]
- バス停留所 （市内中心部とワルシャワ・ショパン空港を結ぶバス、175番系統も停車）